# John Dormling
John Einar Dormling, född 17 november 1925 i Krokstads församling, Göteborgs och Bohus län, död 19 augusti 2018, var en svensk trädgårdsarkitekt.
Dormling, som var son till lantbrukare Erik Olsson och Alma Johansson studerade vid Önnestads lantmannaskola 1948, Västerhaninge folkhögskola 1949, Kungliga Lantbruksakademiens trädgårdsskola vid Experimentalfältet 1951 och avlade hortonomexamen 1958. Han var trädgårdsinstruktör vid Jönköpings läns hushållningssällskap 1951, medarbetare hos trädgårdsarkitekt Jange Blomkvist i Västerås 1953, svensk statsstipendiat för praktiska trädgårdsstudier i Schweiz 1954 och Skottland 1955, medarbetare hos trädgårdsarkitekterna Sven Hermelin och Inger Wedborn i Stockholm 1958 och bedrev egen konsulterande trädgårdsarkitektverksamhet från 1960. Han var ordförande i Svensk trädgårdsungdoms Jönköping-Huskvarnaförening 1952 och sekreterare i Stockholms gartnersällskap 1961.